# Sirius (Brunnen)

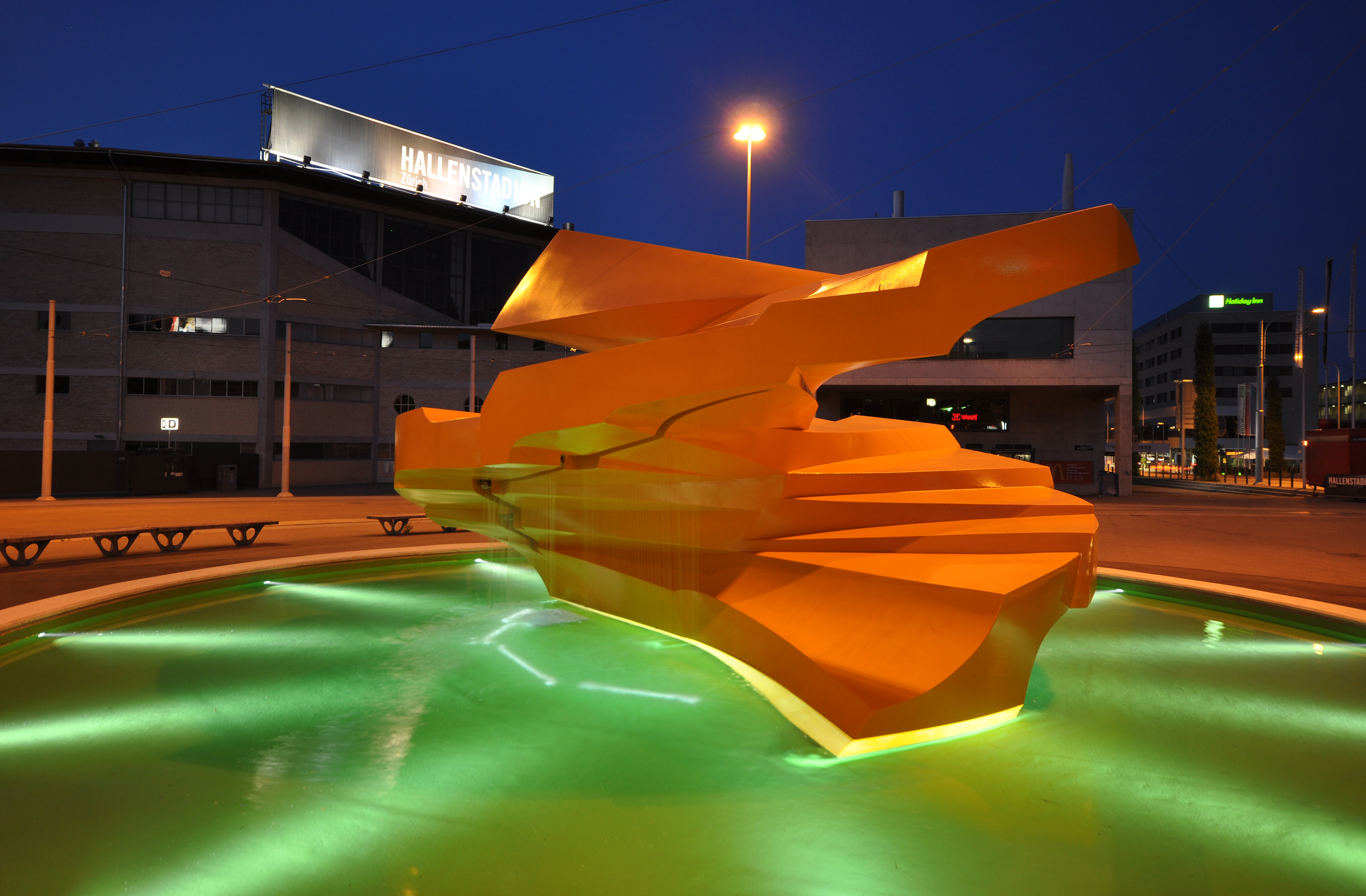
Brunnen «Sirius» beim Hallenstadion (seit 2012)

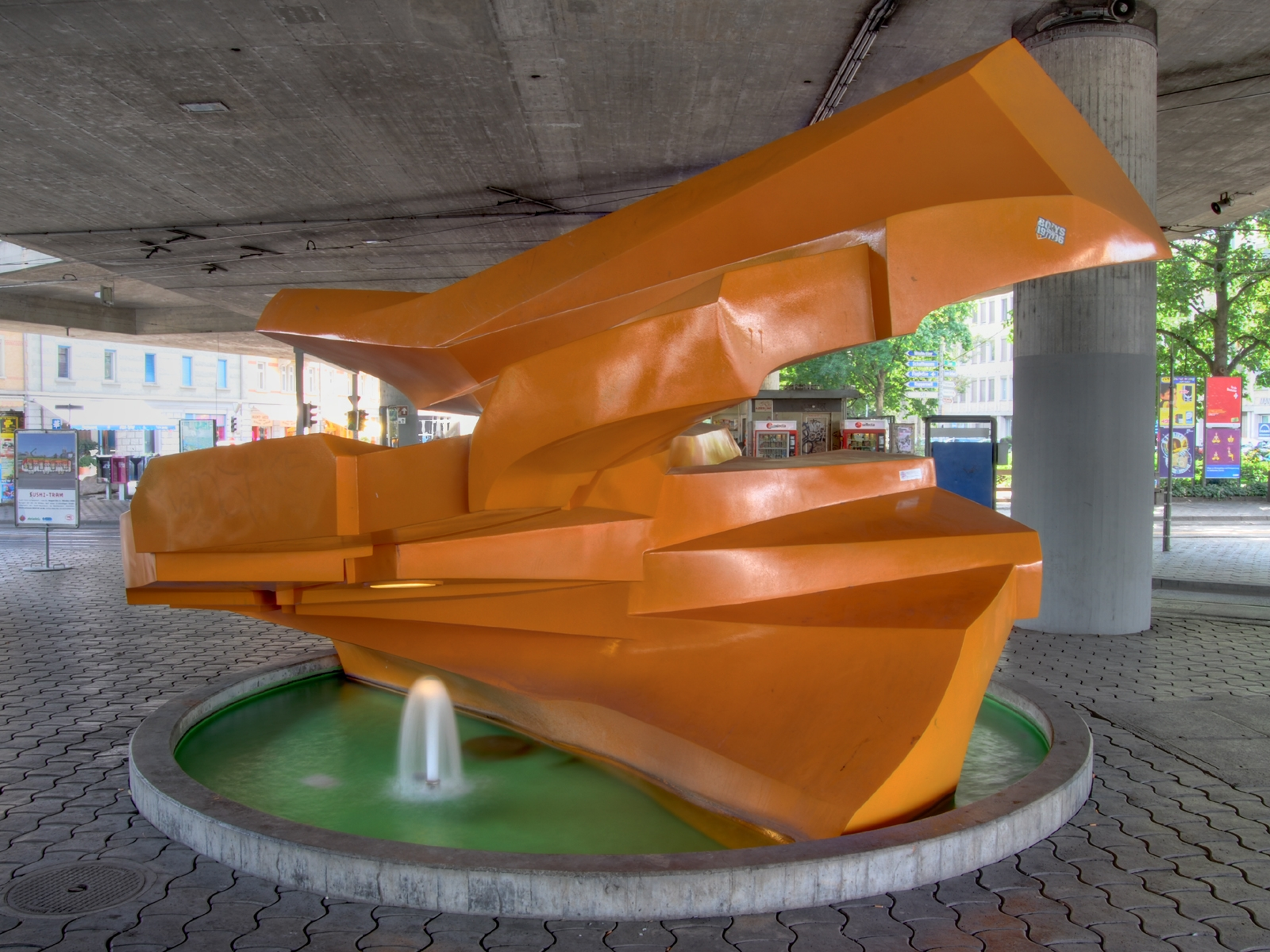
Brunnen «Sirius» auf dem Escher-Wyss-Platz (1972–2009)

Sirius ist ein Brunnen von Annemie Fontana. Er ist eines der bekanntesten Werke der Künstlerin. Der Brunnen stand auf dem Escher-Wyss-Platz in Zürich und wurde von ihr für diesen Platz entworfen. Am 18. März 2009 wurde die Brunnenskulptur abmontiert. Zwischen Oktober und Dezember 2012 wurde der Brunnen vor dem Hallenstadion wieder errichtet.

## Konzept
Die Brunnenskulptur besteht aus leuchtend orangem Polyester, hat einen Durchmesser von sechs Meter und stellt zwei ineinander gewundene Spiraltreppen dar. Auf dem Escher-Wyss-Platz stand die Skulptur in einem wenige Zentimeter hohen Becken mit grüner Innenseite. Am neuen Standort hat das Becken nun einen Durchmesser von zirka 10 Meter und die Skulptur steht vollständig im Wasser. Die Inspiration für die Dynamik des Brunnens gab Annemie Fontana das Auf- und Zugehen von Windenblüten, das sie im Zeitraffer gefilmt hat.

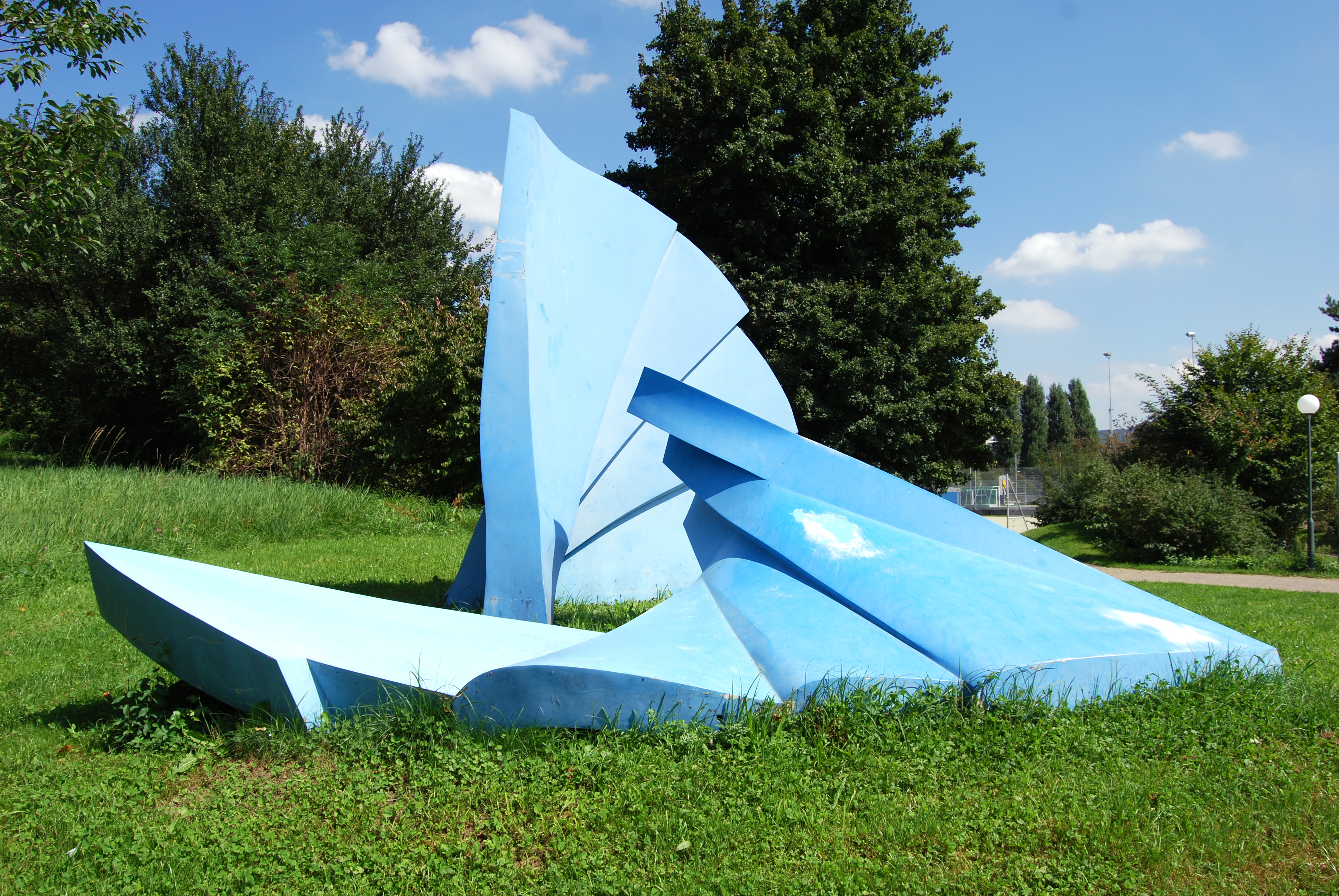
Gegenplastik «Sunrise» beim Sportplatz Hardhof

1974 erschuf Annemie Fontana die Skulptur «Sunrise» aus den Negativformen der Brunnenplastik «Sirius». Das Kunstwerk wird aus zwei unabhängigen treppenartigen Flügeln aus einem satten und dunklen cyanfarbigem Polyester mit einer Gesamtbreite von sechs Metern gebildet. Durch die Negativform und die konträre Farbgebung wird die Figur als «Gegenplastik» zur Brunnenskulptur bezeichnet. Die Skulptur wurde neben den Tennisplätzen des Sportplatzes Hardhof in Zürich aufgestellt. (680101 / 249976
) Ein Flügel wurde am Boden arrangiert, der andere ist daneben aufrecht aufgestellt.

## Geschichte
Die Skulptur wurde in den Jahren 1969 bis 1972 gefertigt. Die Montage des Brunnens war umstritten, da Vorbehalte gegenüber dem Material (Polyester) bestanden. So sorgten sich die Ämter um die Haltbarkeit und die Entsorgbarkeit der Skulptur. Ebenso befürchtete man, dass die Farben durch Witterungseinflüsse unansehnlich würden. Das führte zu der relativen langen Verzögerung von der Planung im Jahr 1969 bis zur Installation im Jahr 1972.
Das ursprüngliche Konzept des Brunnens wurde zweimal verändert. Zuerst sollte es geschlossene «Wasservorhänge» durch Überfallkanten von halboffenen Leitungen geben, die in die Fugen auf der Unterseite der Flügel eingelassen waren. Im Beckenboden hatte es zwei Lampen, die durch das Wasser die Unterseite der Skulptur beschienen. Die Wasservorhänge konnten aber nicht befriedigend erzeugt werden und so versuchte man in Absprache mit der Künstlerin stattdessen einen «Wasserkamm» zu realisieren, indem die Leitungen in 20 bis 30 mm Abstand angebohrt wurden um 4 mm grosse Löcher zu erzeugen. Die Konstruktion blieb aber störungsanfällig, da die Zuleitungen häufig verstopften. Die Reinigungsvorgänge waren aufwändig und das Wasser spritzte über den Beckenrand, was wiederum mit Absprache mit Annemie Fontana zu einem kompletten Umbau führte. Im Jahr 1995 wurden die Leitungen abmontiert und anstelle der Vorhänge waren je auf einer Seite eine kleine, etwa dreissig Zentimeter hohe Wasserfontäne im Becken aufzufinden, welche zusätzlich von Lampen in der Skulptur von oben beleuchtet wurden. Der Brunnen wurde jeweils in der Nacht abgestellt.
Im Zuge des neuen Trams Zürich West wurde ab dem 9. September 2008 der Escher-Wyss-Platz umgebaut. Deshalb musste auch der Brunnen weichen. Die Skulptur wurde am 18. März 2009 abmontiert und in einem Werkgebäude der Wasserversorgung eingelagert. Auf dem umgeplanten Platz war der Brunnen nicht mehr vorgesehen, daher wurde ein neuer Standort gesucht. Wo Sirius in Zukunft stehen würde, war lange Zeit unklar. Der umgebaute Platz beim Bahnhof Zürich Wiedikon stand als neuer Standort zur Evaluation.
Das Schicksal der Skulptur interessierte einige Personen. Sie meldeten sich immer wieder beim Tiefbauamt und erkundigten sich über die Zukunft des Brunnens. Das Tiefbauamt beurteilte das als erhebliches öffentliches Interesse und so arbeitete sie mit der Arbeitsgruppe Kunst im öffentlichen Raum und der Stiftung Fontana-Gränacher zusammen. Die Parteien suchten intensiv einen grosszügigen Platz an prominenter Lage. Am 18. Oktober 2012 wurde von der Stadt kommuniziert, dass der Brunnen definitiv vor dem Hallenstadion wieder aufgebaut wird. Die Kosten für die Verschiebung beliefen sich auf Fr. 533'000. Die Bauarbeiten für das neue Becken begannen am 29. Oktober 2012. Mitte November wurde die Skulptur dann im Becken montiert. Komplett fertiggestellt war er nach den letzten Arbeiten im Dezember. Das Brunnenbecken hat einen Durchmesser von ungefähr 10 Meter, so dass die ursprünglich von der Künstlerin vorgesehenen Wasservorhänge verwirklicht werden konnten. Das Becken wurde mit radial angeordneten Spots versehen, die in den Abend- und Nachtstunden Licht auf die Skulptur werfen.

## Rezeption
Die Rezeption war sehr unterschiedlich. Max Bill pries damals den Brunnen angeblich als das beste Kunstobjekt im öffentlichen Raum. Für das Tiefbauamt ist der Brunnen «ein wichtiger Zeitzeuge und ein bedeutendes, eigenwilliges Werk». Für viele Passanten ist er jedoch eine «trostlose Skulptur» und ein «komischer 70er-Jahre-Entwurf».

## Galerie
Auf dem Escher-Wyss-Platz

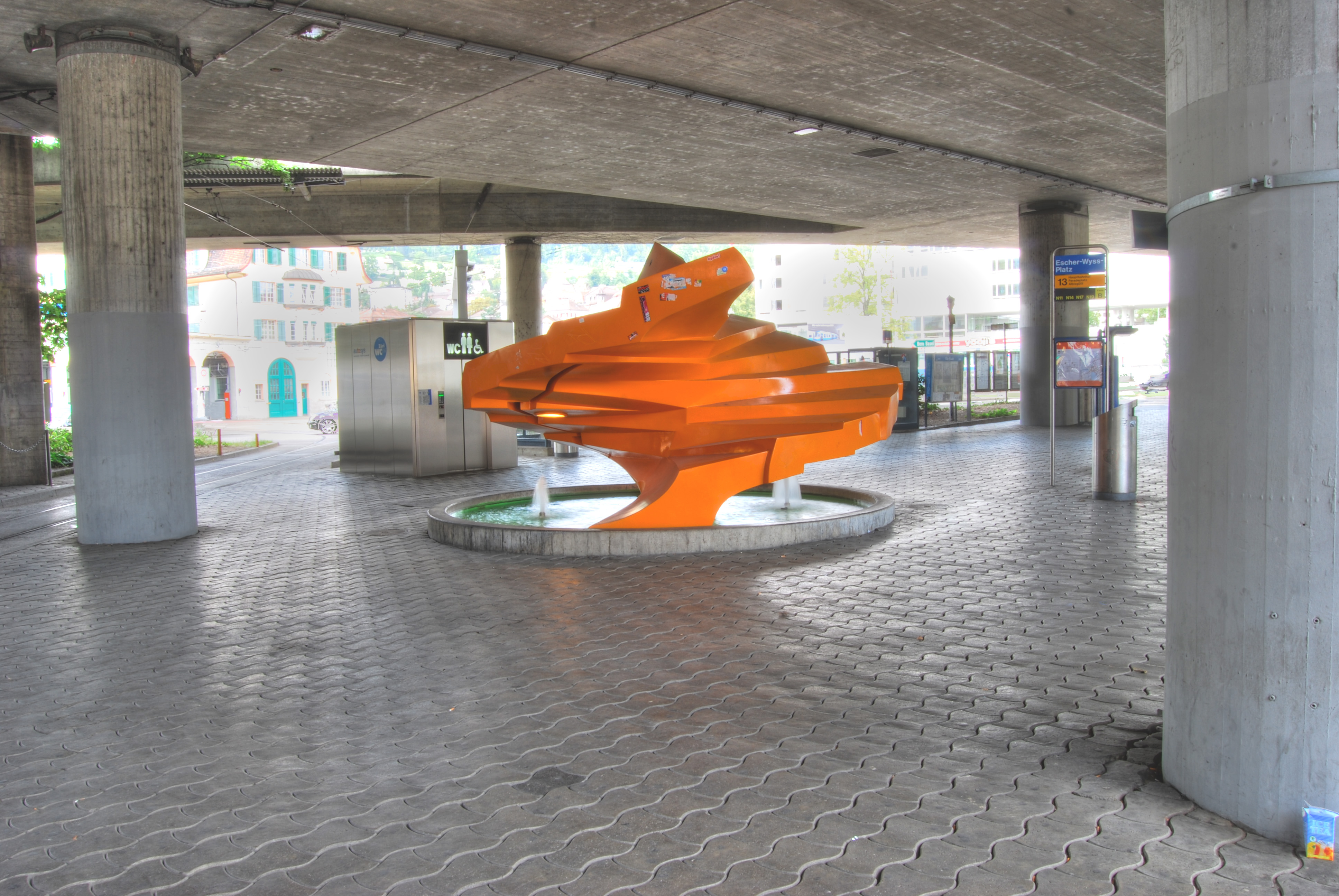
Der Brunnen auf dem Escher-Wyss-Platz von einer anderen Seite aufgenommen.
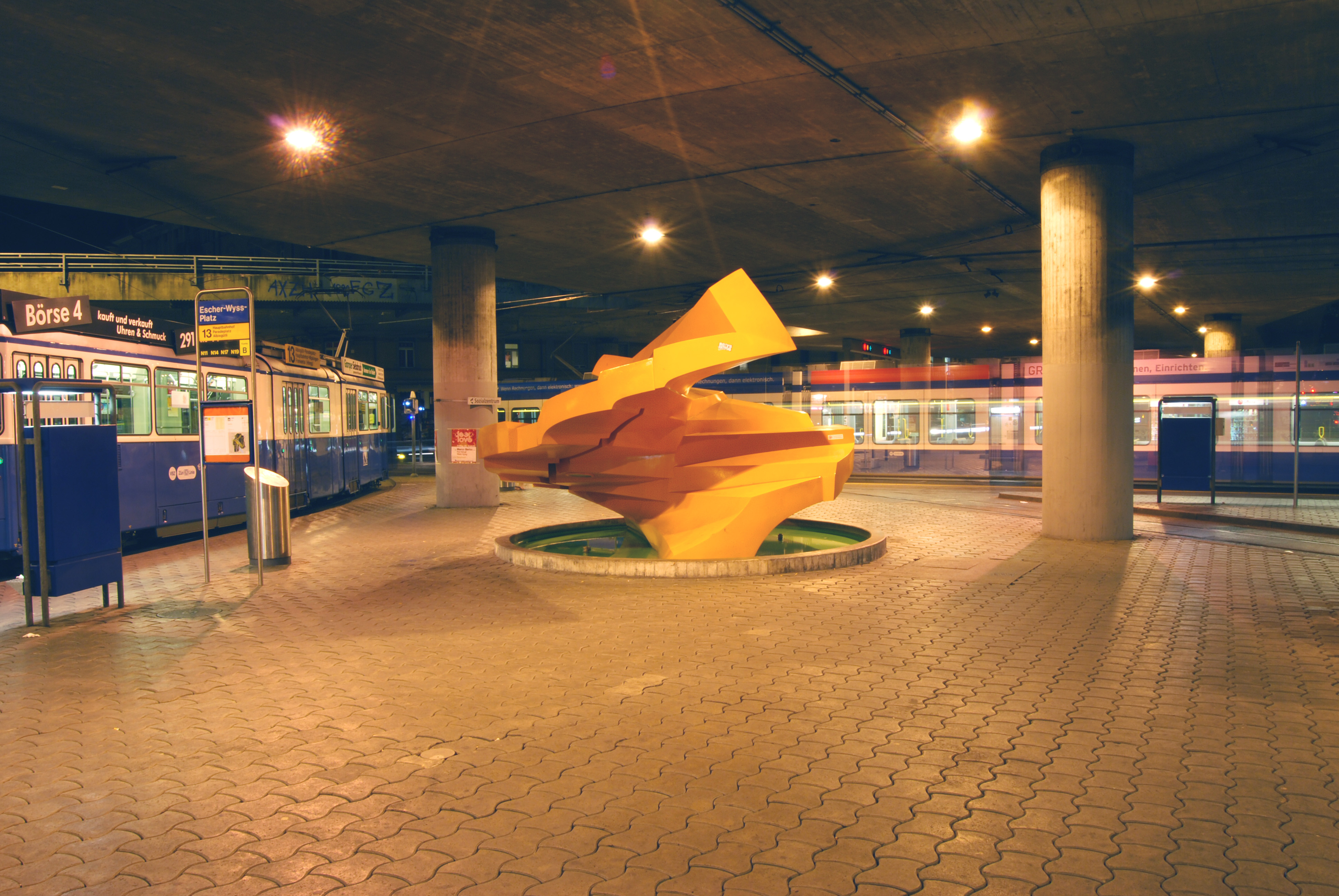
Die Nachtwirkung des Brunnens auf dem Escher-Wyss-Platz.
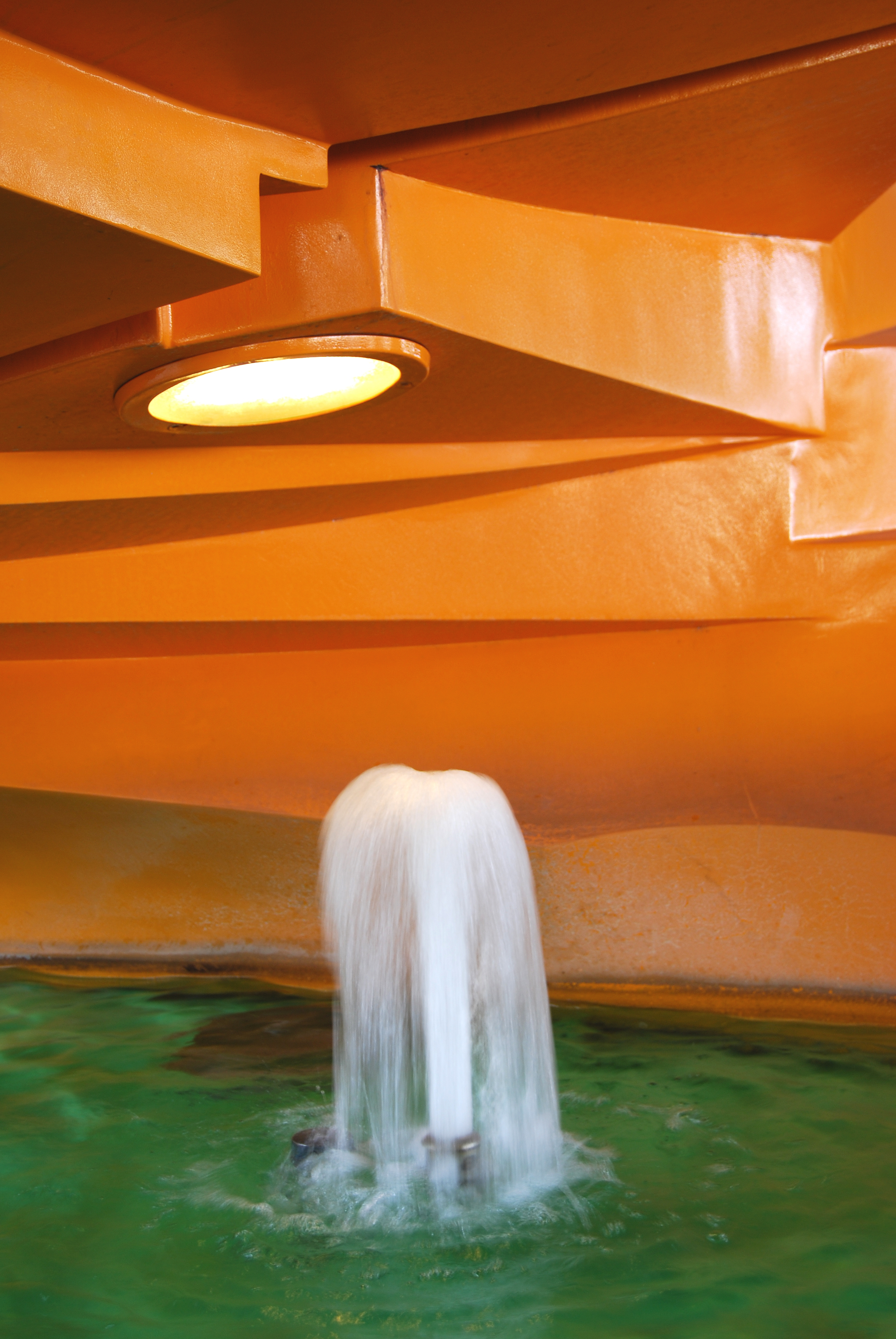
Fontäne
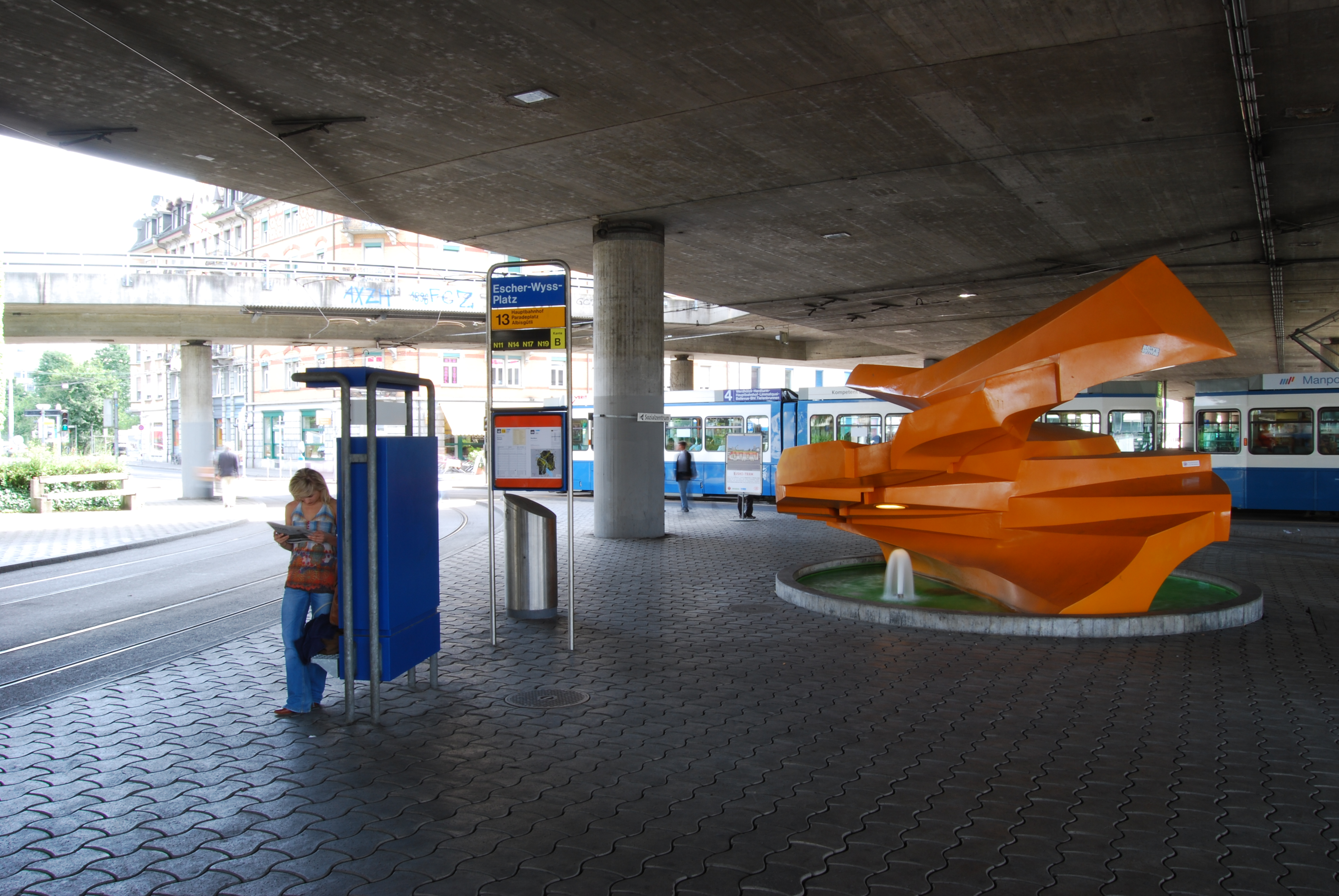
Szenerie auf dem Platz

Beim Hallenstadion in Oerlikon

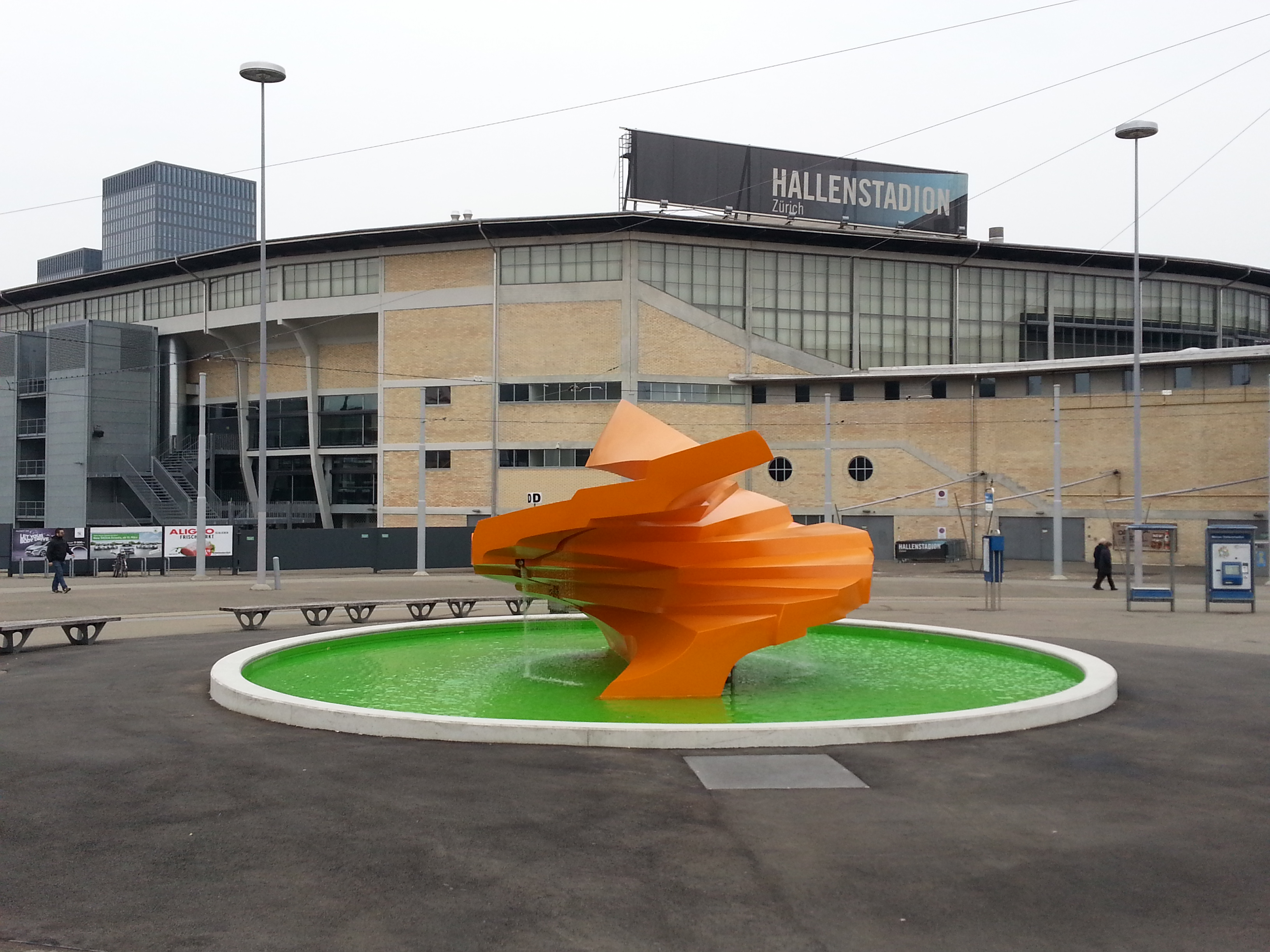
Gesamter Brunnen (Wirkung am Tag)
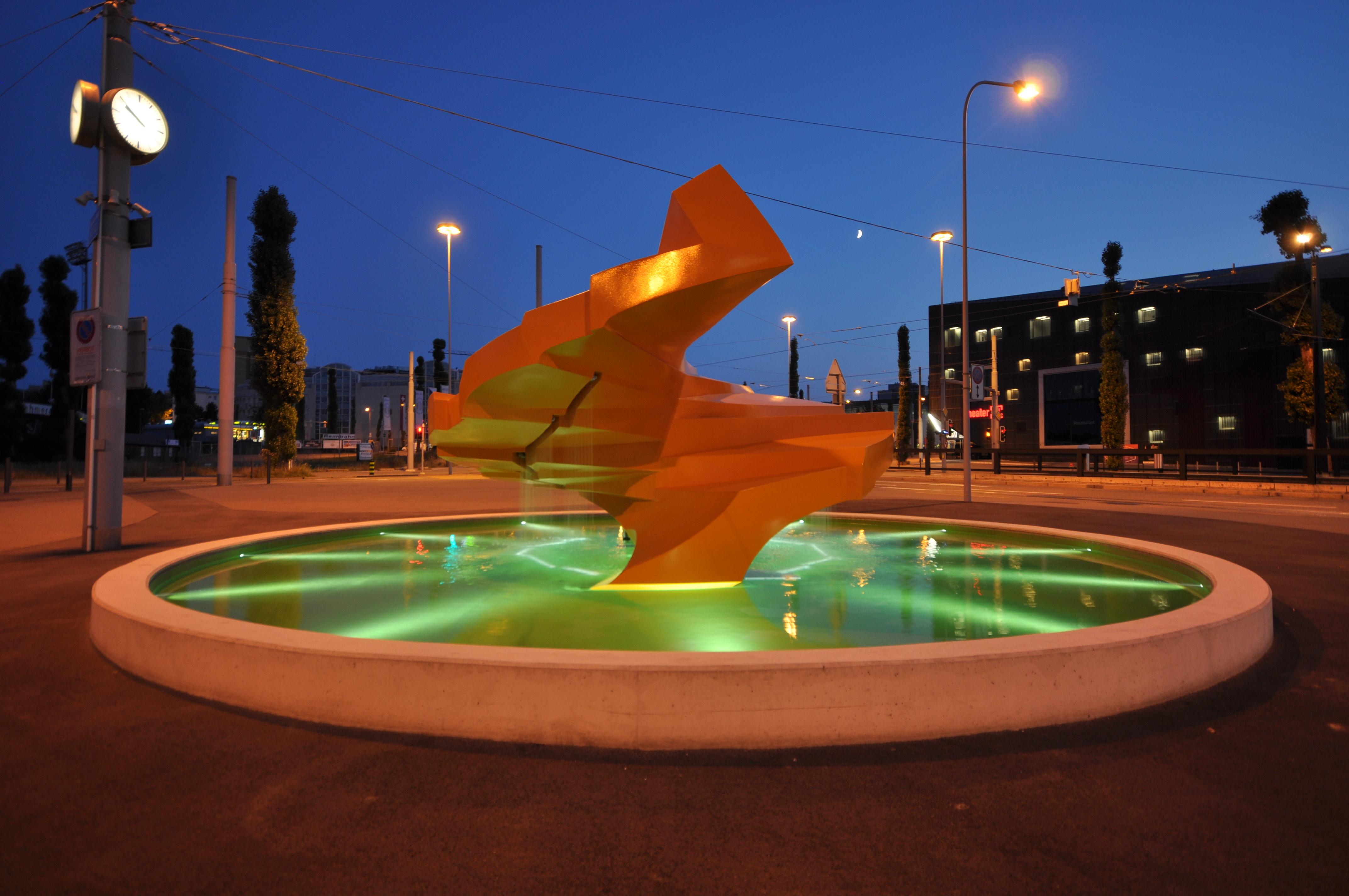
Nachtwirkung
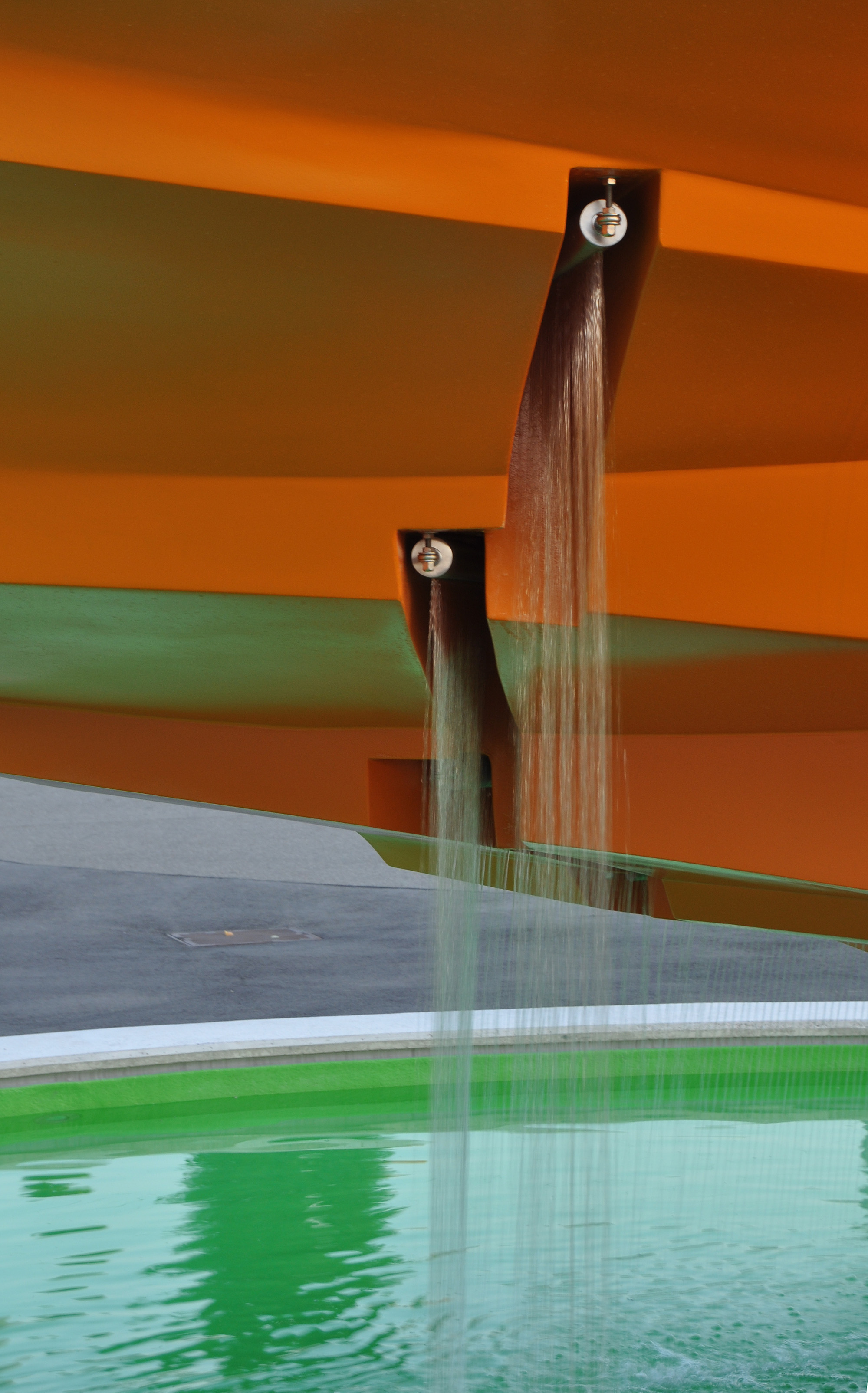
Wasserkämme
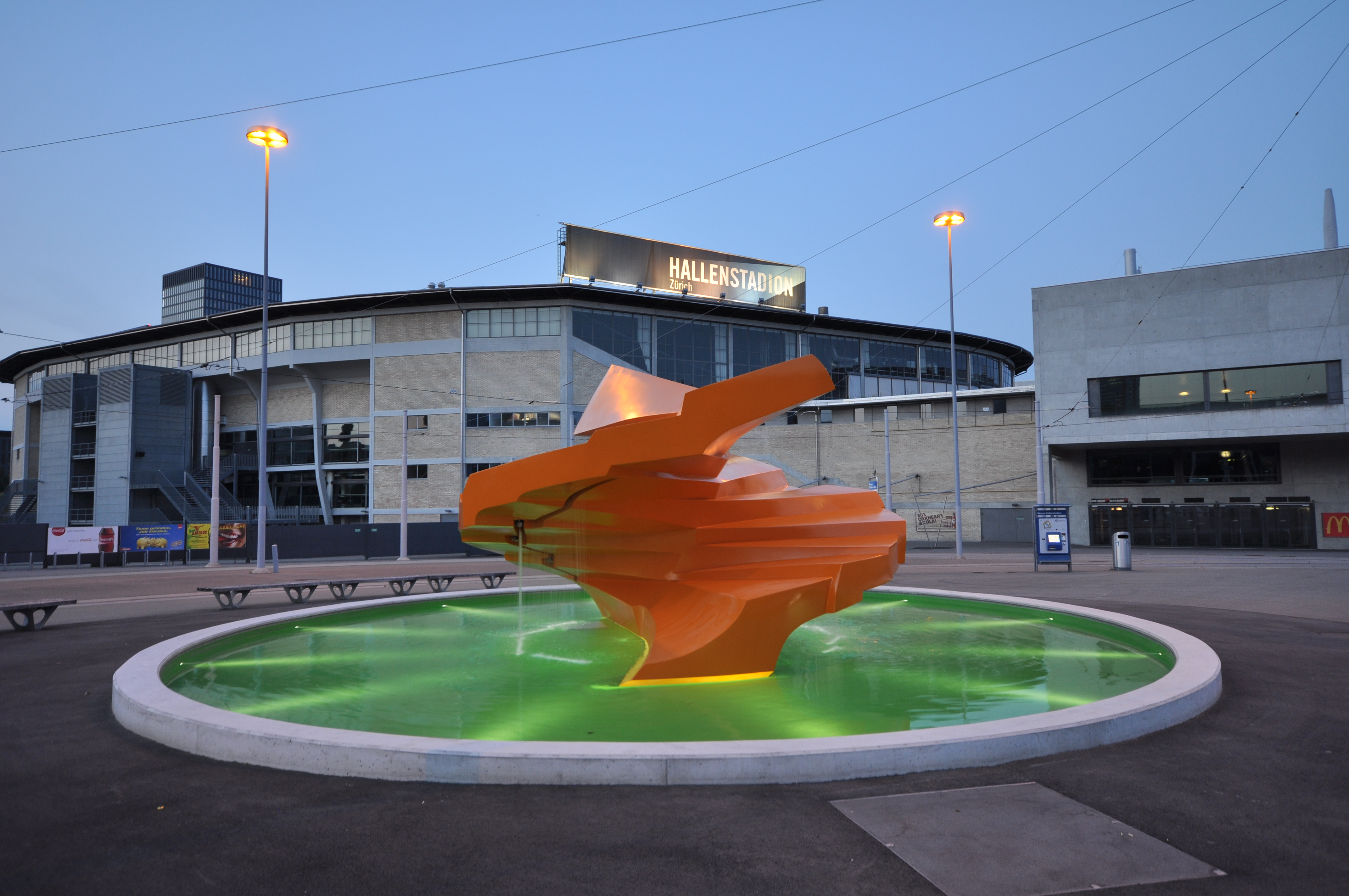
In der Dämmerung